# Paracycnotrachelus longicollis
Paracycnotrachelus longicollis is een keversoort uit de familie bladrolkevers (Attelabidae). De wetenschappelijke naam van de soort werd in 1801 gepubliceerd door Johann Christian Fabricius.